# Compañía Española de Tráfico Aéreo
La Compañía Española de Tráfico Aéreo (CETA) fue la primera aerolínea española de transporte civil de pasajeros, creada por Jorge Loring Martínez. 

## Historia
La CETA consiguió el traspaso de los derechos que poseían los Talleres Hereter de Barcelona para la explotación en 1921 de la línea aeropostal Sevilla-Larache (Marruecos español) , ampliando la línea a tráfico de pasajeros y mercancías en general, que volaron con avión Airco DH.9C. Posteriormente amplió rutas cubriendo Sevilla-Tánger, Barcelona-Palma de Mallorca y Málaga-Melilla.
Acabó integrada en CLASSA tras la creación en 1929 de esta última.